# Marco Braida
Marco Braida (Bergamo, 26 novembre 1966) è un ex nuotatore italiano.

## Carriera
È stato un buon delfinista, che dopo aver vinto i suoi primi campionati italiani nel 1989 è stato convocato per gli europei di Bonn di quell'anno in cui è stato finalista nei 200 m e ha vinto la medaglia di bronzo nella staffetta 4 × 100 m mista con Stefano Battistelli, Gianni Minervini e Giorgio Lamberti. Nel gennaio 1991 ha partecipato ai campionati mondiali di Perth, quindi a luglio ad Atene ha vinto due bronzi ai Giochi del Mediterraneo nei 200 m delfino e nella 4 × 100 m mista; un mese dopo, sempre ad Atene, è arrivato quarto nella finale dei 200 m farfalla. Ha avuto anche la soddisfazione di nuotare ai Giochi Olimpici di Barcellona nel 1992 in cui è arrivato in finale B nei 200 m delfino.

## Palmarès
| Giochi olimpici          | 100 m farfalla        | 200 m farfalla         | ---                             |
| 1992 Barcellona Spagna   | 40º in batteria 56"50 | 8º in finale B 2'02"24 | ---                             |
| Campionati del mondo     | 100 m farfalla        | 200 m farfalla         | ---                             |
| 1991 Perth Australia     | 23º in batteria 56"05 | 4º in finale B 2'02"11 | ---                             |
| Campionati europei       | 100 m farfalla        | 200 m farfalla         | 4 × 100 m mista                 |
| 1989 Bonn Germania Ovest | ---                   | 7º 2'01"36             | Bronzo: 3'43"14 frazione: 54"94 |
| 1991 Atene Grecia        | ---                   | 4º 2'01"53             | ---                             |
| Giochi del Mediterraneo  | 100 m farfalla        | 200 m farfalla         | 4 × 100 m mista                 |
| 1991 Atene Grecia        | ---                   | Bronzo 2'03"22         | Bronzo: 3'53"41 :               |

### Campionati italiani
8 titoli individuali e 3 in staffette, così ripartiti:
- 1 nei 100 m farfalla
- 7 nei 200 m farfalla
- 3 nella staffetta 4 × 100 m misti

| Anno | Edizione    | st.libero 4×100 m | st.libero 4×200 m | farfalla 100 m | farfalla 200 m | misti 200 m | misti 400 m | mista 4×100 m |
| ---- | ----------- | ----------------- | ----------------- | -------------- | -------------- | ----------- | ----------- | ------------- |
| 1983 | Estivi      | -                 | -                 | -              | -              | -           | 3           | -             |
| 1985 | Primaverili | -                 | -                 | -              | -              | -           | 3           | -             |
| 1987 | Primaverili | -                 | -                 | -              | -              | 3           | -           | -             |
| 1987 | Estivi      | -                 | -                 | -              | -              | -           | 3           | -             |
| 1988 | Primaverili | 2                 | -                 | -              | 2              | -           | -           | 1             |
| 1988 | Estivi      | 2                 | 2                 | 3              | 3              | -           | -           | 1             |
| 1989 | Primaverili | 2                 | 2                 | -              | 3              | -           | -           | 1             |
| 1989 | Estivi      | -                 | -                 | 1              | 1              | -           | -           | -             |
| 1990 | Primaverili | -                 | -                 | 2              | 1              | -           | -           | -             |
| 1990 | Estivi      | -                 | -                 | 2              | 1              | -           | -           | -             |
| 1991 | Primaverili | -                 | -                 | 2              | 1              | -           | -           | -             |
| 1991 | Estivi      | -                 | -                 | 2              | 1              | -           | -           | -             |
| 1992 | Primaverili | -                 | -                 | 3              | 1              | -           | -           | -             |
| 1992 | Estivi      | -                 | -                 | -              | 1              | -           | -           | -             |
| 1993 | Primaverili | -                 | -                 | 2              | 2              | -           | -           | -             |
| 1994 | Primaverili | -                 | -                 | -              | 2              | -           | -           | -             |